# 蕾斯尼克陨石坑
蕾斯尼克陨石坑（Resnik）是月球背面位于巨大的阿波罗环形山坑底东北部的一座小撞击坑，其名称取自在1986年挑战者号航天飞机失事中罹难的美国宇航局女宇航员朱迪斯·阿琳·蕾斯尼克（1949年－1986年），1988年被国际天文学联合会批准接受。

## 描述

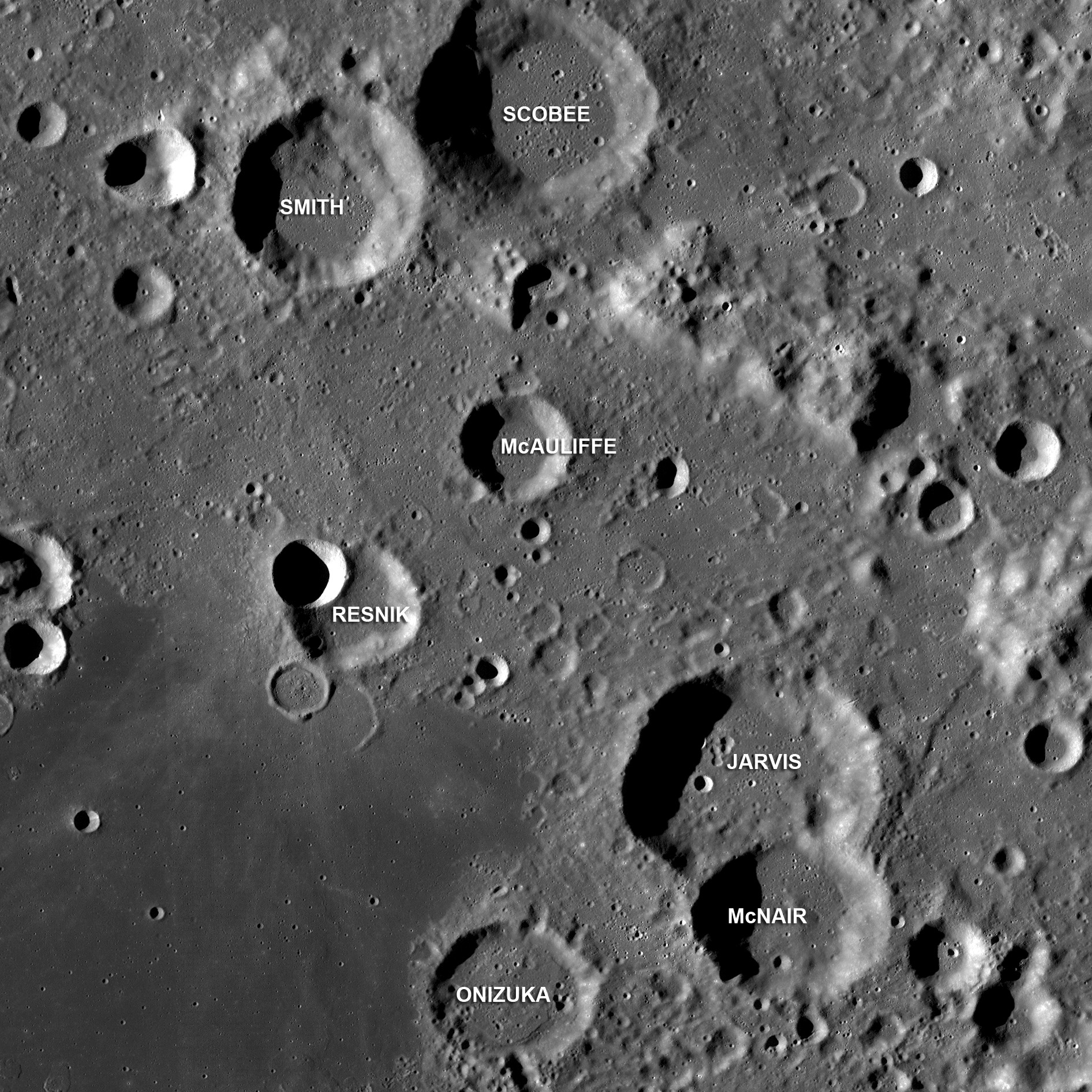
蕾斯尼克陨石坑的周边，月球勘测轨道飞行器拍摄。

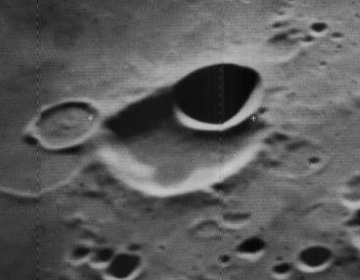
月球轨道器5号拍摄的斜视图

该陨坑位于阿波罗环形山内环中被熔岩覆盖的中央平原区北侧附近，北临史密斯陨石坑、东北靠近麦考利夫陨石坑，在它的东南分布了贾维斯陨石坑、麦克内尔陨石坑和鬼冢承次陨石坑，而西侧和西南较远处则坐落了更大的德赖登陨石坑和查菲环形山。该陨坑中心月面坐标为34°09′S 150°50′W / 34.15°S 150.84°W，直径22.16公里，深度约1.83公里。
蕾斯尼克陨石坑大体呈圆碗状，坑壁磨损一般，内侧壁较为平整。在它的西北侧坑壁上坐落了一座更小但反照率更高的圆杯状撞击坑，沿南侧外坡则附靠了一对已被熔岩淹没的残迹坑。蕾斯尼克陨石坑坑壁最大高出周边地形810米，内部容积约305公里3。坑底表面相对平坦，表面没有其它醒目的地貌结构。
在1988年被国际天文学联合会更名前，该陨坑曾被称作卫星坑"博尔曼 X"(所谓的“卫星坑标记法”：以所靠近的主坑名+字母来命名)。

## 另请参阅
- Andersson, L. E.; Whitaker, E. A. . NASA RP-1097. 1982.
- Blue, Jennifer. . USGS. July 25, 2007  [2007-08-05]. （原始内容存档于2015-05-26）.
- Bussey, B.; Spudis, P. . New York: Cambridge University Press. 2004. ISBN 978-0-521-81528-4.
- Cocks, Elijah E.; Cocks, Josiah C. . Tudor Publishers. 1995. ISBN 978-0-936389-27-1.
- McDowell, Jonathan. . Jonathan's Space Report. July 15, 2007  [2007-10-24]. （原始内容存档于2015-01-12）.
- Menzel, D. H.; Minnaert, M.; Levin, B.; Dollfus, A.; Bell, B. . Space Science Reviews. 1971, 12 (2): 136–186. Bibcode:1971SSRv...12..136M. doi:10.1007/BF00171763.
- Moore, Patrick. . Sterling Publishing Co. 2001. ISBN 978-0-304-35469-6.
- Price, Fred W. . Cambridge University Press. 1988. ISBN 978-0-521-33500-3.
- Rükl, Antonín. . Kalmbach Books. 1990. ISBN 978-0-913135-17-4.
- Webb, Rev. T. W.  6th revised. Dover. 1962. ISBN 978-0-486-20917-3.
- Whitaker, Ewen A. . Cambridge University Press. 1999. ISBN 978-0-521-62248-6.
- Wlasuk, Peter T. . Springer. 2000. ISBN 978-1-85233-193-1.